# Culex ganapathi
Culex ganapathi är en tvåvingeart som beskrevs av Donald Henry Colless 1965. Culex ganapathi ingår i släktet Culex och familjen stickmyggor. Inga underarter finns listade i Catalogue of Life.